# Republika Bolońska
Republika Bolońska − państwo istniejące we Włoszech przez pięć miesięcy 1796 roku w okresie wojen napoleońskich i zależne od państwa francuskiego. 16 października 1796 roku zostało anektowane przez Republiką Cispadańską. Republiką rządziło dziewięciu konsulów.